# Prato-di-Giovellina
Prato-di-Giovellina är en kommun i departementet Haute-Corse på ön Korsika i Frankrike. Kommunen ligger i kantonen Niolu-Omessa som tillhör arrondissementet Corte. År 2022 hade Prato-di-Giovellina 51 invånare.

## Befolkningsutveckling
Antalet invånare i kommunen Prato-di-Giovellina
Referens:INSEE